# アブデュルカディル・オミュル
アブデュルカディル・エミュル（Abdülkadir Ömür, 1999年6月25日 - ）は、トルコ・トラブゾン出身のサッカー選手。ハル・シティAFC所属。ポジションはMF。

## 経歴
2011年からトルコのトラブゾンスポルユースでキャリアをスタートさせ、2016年にトップチームに昇格した。
2016年1月12日、テュルキエ・クパスのアダナスポル戦でプロデビューを果たした。
2024年2月1日、ハル・シティAFCに3年半契約で移籍した。

## 代表歴
トルコ代表として各世代別代表でプレーした。